# L'inventore di giochi
L'inventore di giochi (The Games Maker) è un film del 2014 diretto da Juan Pablo Buscarini.
Il soggetto è tratto dal romanzo L'inventore di giochi di Pablo De Santis; ha per protagonista David Mazouz.

## Trama
Ivan Drago ha una nuova passione: i giochi da tavolo. Tale hobby lo porta nel fantastico e competitivo mondo degli inventori di giochi, dove incontra l’inventore Morodian, che gestisce la Compagnia dei Giochi Profondi. Vecchio amico del padre e colui che da tempo desidera distruggere la città di Zyl, creata dal nonno di Ivan. Per salvare la sua famiglia e sconfiggere Morodian, Ivan dovrà arrivare a capire cosa vuol dire essere un vero Games Maker (inventore di giochi).